# SMS Möwe (1914)
Az SMS Möwe – hivatalos okmányokon SMS Möve – a Császári Haditengerészet egyik segédcirkálója volt az első világháborúban. A hajó a kéttagú Pionier-osztály egyik teherhajójaként épült meg és 1914-ben bocsátották vízre. Eredetileg az Afrikanische Frucht-Compagnie számára készült el és Kamerunból kellett volna banánt szállítania, de a világháború kitörése ezt már nem tette lehetővé.
A hajót az F. Laeisz hajótársaság állította szolgálatba és 1915-ben vette át a haditengerészet. Segédcirkálóvá való átalakítása után két hosszabb portyázóutat tett az Atlanti-óceánra gróf Nikolaus zu Dohna-Schlodien korvettkapitány parancsnoksága alatt és ezek során összesen 39 ellenséges kereskedelmi hajót fogott el és süllyesztett el – illetve további kettőt az általa rövid időre szolgálatba állított Geier segédcirkáló. Az antant részéről a sikerei miatt a Möwe vált a német cirkálóháború szimbólumává. A segédcirkálót és legénységét az okozott nagy károk ellenére a britek nagy becsben tartották, mivel mindent megtettek a hajótöröttek kimentésére és jó bánásmódban részesítették őket, a fegyvereiket pedig csak a legszükségesebb esetekben használták.
A Möwe két útján készült filmfelvételek és a parancsnokának könyvei hasznosnak bizonyultak a német propaganda számára. A Dohna-Schlodien gróf által írt S.M.S. Möwe (1916) és a Der Möwe zweite Fahrt (1917) könyveket 150 000 illetve 250 000 példányban nyomtatták ki. Már megjelenésük évében megjelentek magyar fordításban is A Möwe kalandjai és a Diadalmas Möwe második útja címmel.
A hajót a háború után jóvátételként elkobozták és 1933-ig brit szolgálatban állt. Ekkor egy német hajótársaság vásárolta meg. A második világháború végén, 1945 áprilisában egy brit légitámadás áldozata lett a norvégiai Sogne-fjordban. A hajó maradványa a búvárok kedvelt merülési célpontjának számít.

## Alkalmazásának előzményei
A németek által a világháború elején reguláris hadihajókkal, segédcirkálókkal illetve tengeralattjárókkal vívott cirkálóháború (kereskedelmi háború) eleinte nem volt kellőképpen hatékony. A Kelet-ázsiai Hajóraj támaszpontjára nem térhetett vissza, a hazaúton pedig az 1914. december 8-ai Falklandi csata során lényegében megsemmisült. A háború kitörésekor segédcirkálónak átalakított nagyméretű és gyors óceánjárók nagy szénfogyasztásuk miatt kevéssé bizonyultak alkalmasnak a cirkálóháborúban való alkalmazáshoz és 1915 tavaszára vagy megsemmisültek (Kaiser Wilhelm der Große, Cap Trafalgar) vagy semleges területen internáltatták magukat (Cormoran, Prinz Eitel Friedrich, Kronprinz Wilhelm). A németek a Meteor segédcirkálóval 1915 tavaszán első ízben vetettek be egy szokványos teherhajót aknatelepítési feladatokkal majd ezt követően cirkálóháború folytatásával. A Meteor sikereinek hatására a Nyílt-tengeri Flotta vezetősége úgy döntött, hogy a mintájára felszerel egy újabb teherhajót és cirkálóháború folytatására az Atlanti-óceánra küldi.

## A hajó és technikai paraméterei

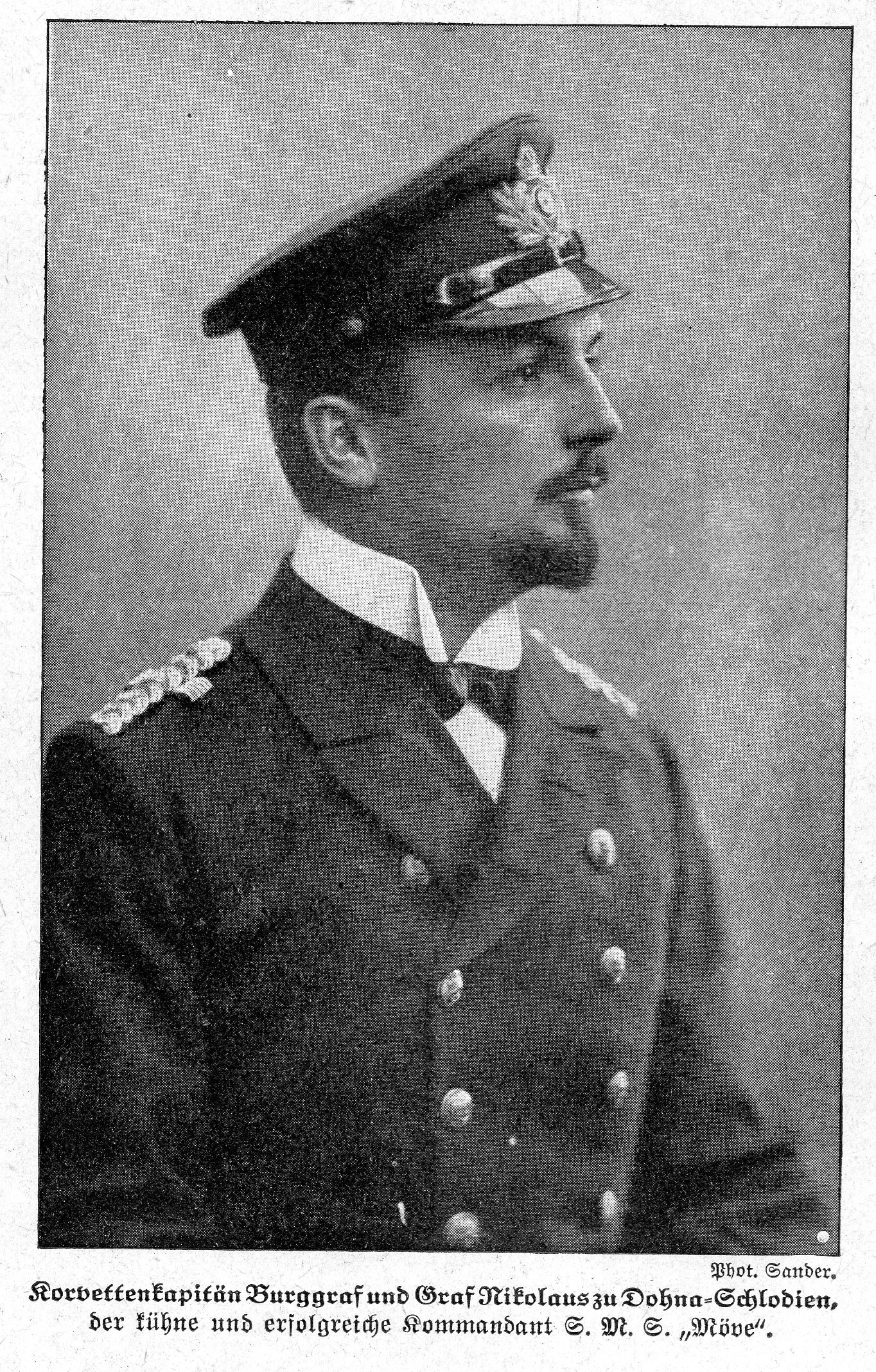
Gróf Nikolaus zu Dohna-Schlodien 1916-ban

A vállalkozás vezetésére gróf Nikolaus Dohna-Schlodien korvettkapitányt szemelték ki és a hajó kiválasztását őrá bízták. Dohna gróf 1915 szeptemberében kapta meg az utasítást egy olyan teherhajó felkutatására, mely megjelenésében nem feltűnő, ugyanakkor a szokványos gőzhajóknál nagyobb sebességgel rendelkezik. Dohna leírása szerint hosszas és eredménytelen keresgélés után Albert Ballin, a HAPAG hajótársaság vezérigazgatója hívta fel a figyelmét az 1914. május 9-én a Joh. C. Tecklenborg hajógyár geestemündei (Bremerhaven) gyárában vízrebocsátott Pungóra. Ezt a hajót az Afrikanische Frucht-Compagnie számára építették és a hamburgi F. Laeisz hajótársaság üzemeltette. A Pungónak eredetileg Kamerunból kellett volna banánt szállítania Németországba, de a háború kitörése miatt Brémában maradt.
Brémából Wilhelmshavenbe vitték át, ahol elvégezték segédcirkálóvá való átalakítását. Ennek során a Hilfsdampfer 10 (HD 10) megjelölést kapta (Segédgőzhajó 10). A 123,7 m hosszú, 14,44 m széles és 7,2 m merülésű jármű 9800 t vízkiszorítású volt és 4788 BRT hajótérrel rendelkezett. A háromszoros expanziójú gőzgépe 3200 le teljesítmény leadására volt képes, ami 13,3 csomós maximális sebességet tett lehetővé. Fő fegyverzetét a hajóorron elhelyezett négy 15 cm űrméretű, 45 kaliberhosszúságú gyorstüzelő ágyú valamint a taton elhelyezett 10,5 cm-es, 40 kaliberhosszúságú gyorstüzelő ágyú alkotta. Felszerelték két 50 cm-es űrméretű torpedóvető csővel is, melyek számát az első cirkálóútjáról való visszatérését követően 1916-ban négyre emelték. Emellett 500 akna szállítására is alkalmassá tették. A fedélzetén összesen 239 fő teljesített szolgálatot, 223 legénységi állományú és 16 tiszt. Dohna elmondása szerint a hajóját egy rajta megtelepülő sirály után nevezte el.

Makett-képek
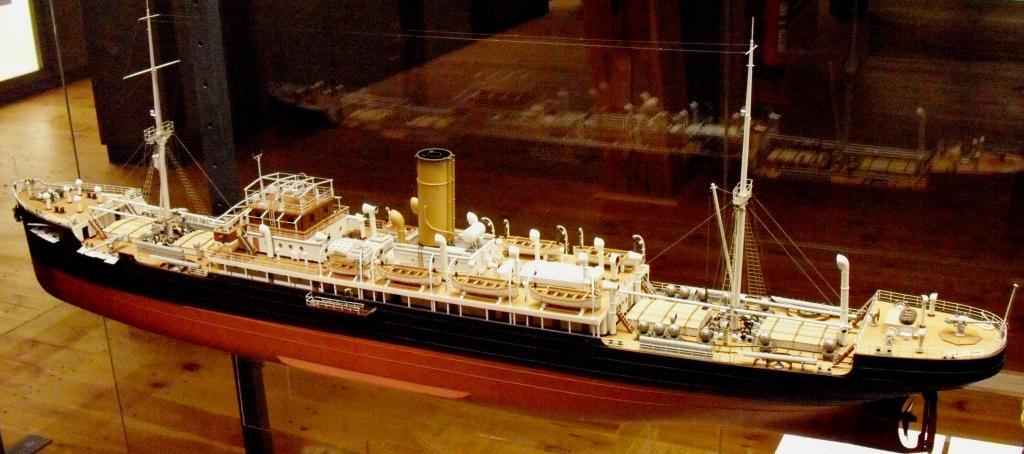
A Möwe (ex-Pungo) makettje
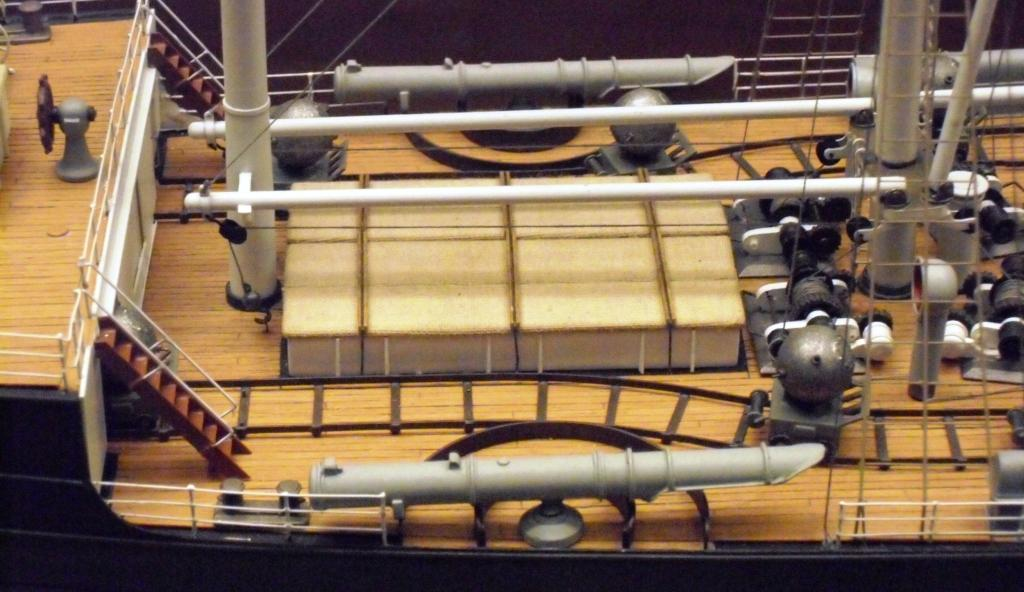
A Möwe torpedóvető csövei és aknái a sínekkel
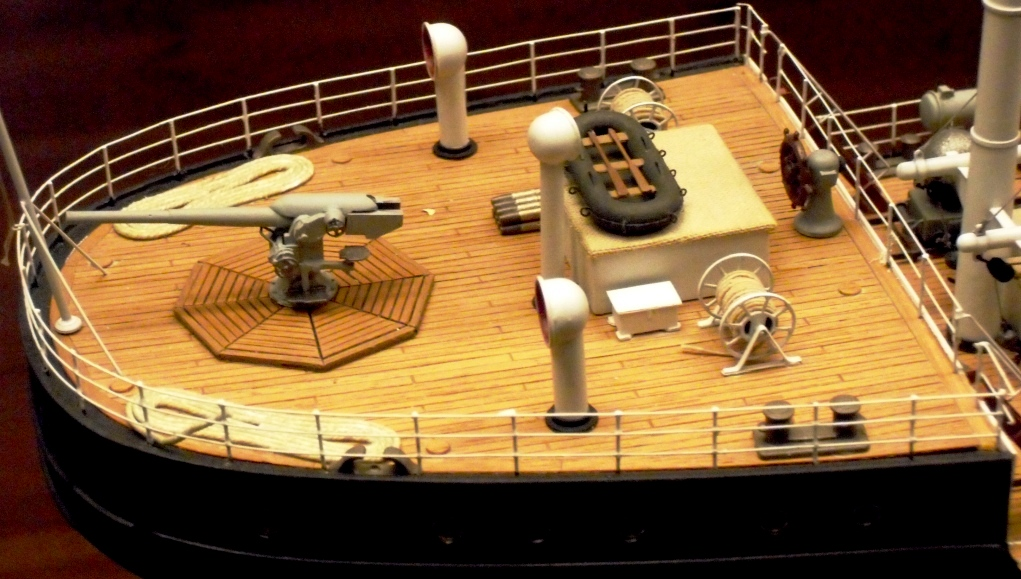
A Möwe 10,5 cm-es űrméretű tatlövege

## Első világháború

### Első cirkálóút (1915. december – 1916. március)

#### Aknatelepítési műveletek

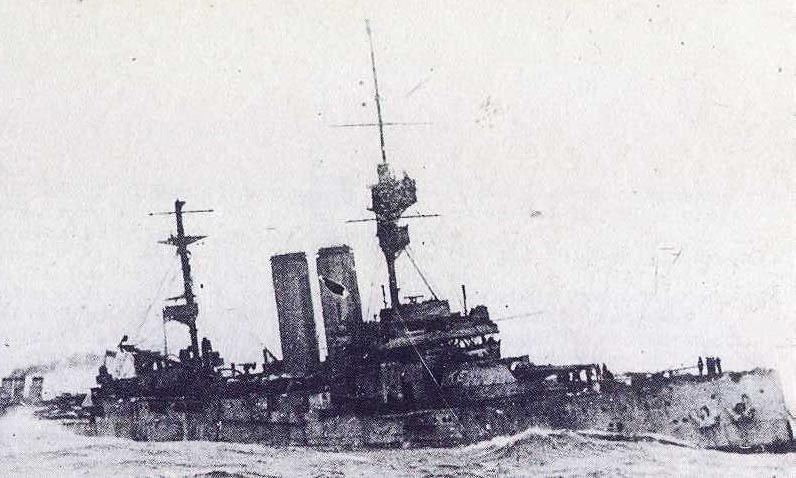
A King Edward VII csatahajó süllyedőben
(1916. január 6.)

A Möwe 1915. december 29-én indult első atlanti bevetésére Wilhelmshavenből. A parancsai értelmében a fő feladata az aknamezők telepítése volt Skócia északi partjainál majd a Loire és a Gironde folyók torkolatában – amennyire a lehetőségek ezt megengedték – majd másodlagos feladatként az Atlanti-óceánon kellett kereskedelmi harcot folytatnia. Ez utóbbi eredményességéhez az Admiralstabnál – a háború vonatkozó részének hivatalos német történetírását szerkesztő Erich Raeder észrevétele szerint –, nem sok reményt fűztek. Az út elején a svéd Sagoland teherhajóként álcázta magát és kifutásakor az U 68 és az UC 30 tengeralattjárók fedezték.
1916. január elején a Skócia északi részén lévő Wrath-fok közelében sikeresen telepített tíz aknazárat összesen 252 akna felhasználásával. Pár nappal később itt futott aknára és süllyedt el a King Edward VII (pre-dreadnought) csatahajó. A többi 238 aknát január 9-10. éjszakáján a Loire és a Gironde torkolatába telepítette.

#### Kereskedelmi háború megkezdése

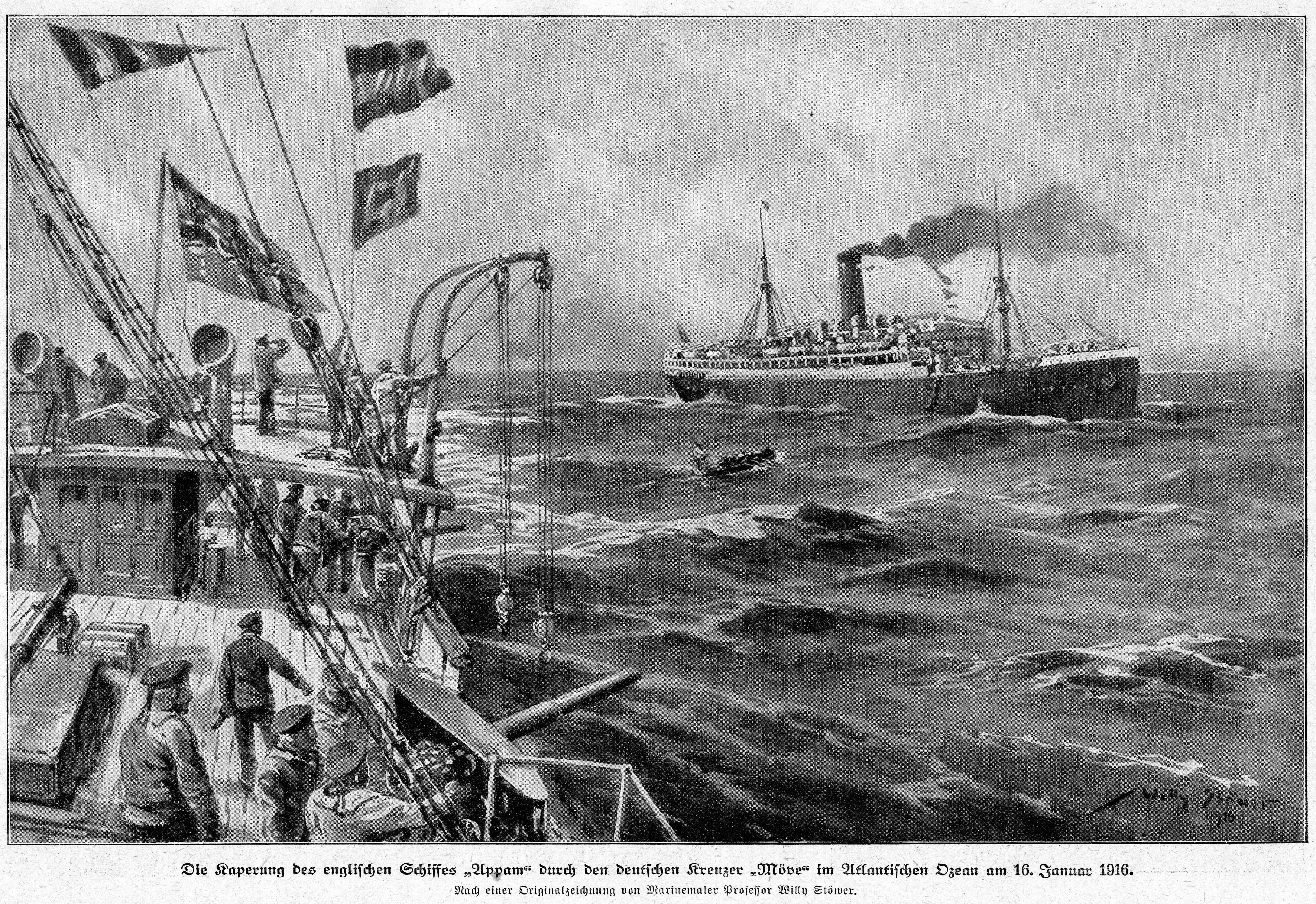
Az Appam elfogása Willy Stöwer alkotásán

Az aknatelepítési feladatok elvégzésével 1916. január 10-én kezdte meg az atlanti vizeken való kereskedelmi harcát. Álcázásként hol a liverpooli honi kikötővel rendelkező Sutton Hallnak, hol a marseille-i Theodore Monte-nak adta ki magát és úticélként Buenos Airest adta meg. Január 11-én a Finisterre-fok magasságában mindjárt két hajó került egyidejűleg a látókörébe. Az előbb álcázásként felvont brit lobogót a Möwe német hadilobogóra cserélte, majd felszólítására mind a kettő megállt. Míg a Möwe a Farringford legénységére várt, hogy azok csónakjaikon átevezzenek hozzá, addig a másik brit hajó, a Corbridge egy esőfüggönybe hajózva igyekezett elmenekülni. A németek emiatt a 4300 t ércet szállító Farringfordot egy torpedó kilövésével gyorsan el akarták süllyeszteni, de az letért a pályájáról és nem talált célt. Ezután öt lövést adtak le az ágyúkból a vízvonalára, ami elégnek bizonyult az elsüllyesztéséhez. A Corbridge-et két óra hosszan tartó üldözés után érték be és az több figyelmeztető lövés leadása után végül megállt. A teherhajó 4773 t szenet szállított volna Argentínába, ezután azonban a Möwe szénszállítója lett és Dohna az Amazonas torkolatának közelében lévő Maraca-szigetekhez küldte előre zsákmányszemélyzettel a fedélzetén.
Már január 13-án elfogott egy újabb brit szénszállítót, a Cardiffból a Madeira szigetén lévőSt. Vincentbe tartó Dromonby-t. Ez 5500 t szenet szállított, de mivel az üzemanyagellátását megoldottnak vélte a Corbridge révén, Dohna ezt a hajót elsüllyesztette. Ugyanezen a napon az 5000 t vegyes árut szállító Authort és az 5500 t cukrot szállító Tradert is feltartóztatta és mindkettőt elsüllyesztette. Január 15-én a Peruból Angliába 4700 t kukoricát szállító Ariadne esett az áldozatául. A Madeira közelében elfogott hajót 26 fős legénységének átszállítása után lőgyakorlat célpontjaként süllyesztették el és mivel a rakománya nagy füsttel lángra kapott, egy torpedóval küldték gyorsan a tengerfenékre. A németek arról nem tudtak, hogy mindez a britek egyik közlekedési csomópontjául szolgáló és ezért általuk fokozottan ellenőrzött területen történt és emiatt az eljárásuk nagy veszéllyel járt. Az Atlanti-óceán középső részén, amerre a Möwe ekkor tevékenykedett, a britek – a közép- és dél-amerikai illetve afrikai támaszpontjaik révén – összesen 19 cirkálóval és segédcirkálóval rendelkeztek.
A Möwe január 15-én fogta el az Appamot és még azelőtt sikerült megadásra késztetni, hogy az a 47 mm-es tatlövegét használhatta volna. A 3000 t darabáru mellett 36 549 font értékű aranyrudat is szállított, amit átszállítottak a Möwére. A 148 fős személyzete mellett 160 utas, 14 polgári fogoly (köztük 3 német nő is) és 8 német hadifogoly volt a fedélzetén. A britek között számos tiszt és katona mellett rajta utazott Sierra Leone korábbi kormányzója és Nigéria gyarmati titkára is. Az Appam elfogásának napján a King Alfred cirkáló Madeirához közel, az Essex cirkáló a Kanári-szigeteknél járőrözött, a Möwe pedig a kettejük közötti résen haladt át a zsákmányszemélyzettel ellátott Appam mögött haladva, mely felderítést végzett számára.

#### Tűzharc aClan McTavish-sel
Január 16-án este szólították fel megállásra a Clan McTavish teherhajót, mely a felszólításnak nem engedelmeskedve megpróbált elmenekülni. A rádión segítséget kérő hajó, a taton lévő 57 mm-es ágyújával tüzet is nyitott. A britek nem találtak, ellenben a tüzet viszonzó németek már a harmadik lövéssel találatot értek el. Öt találat után, melyek közül az egyik a fő gőzvezetéket találta el, a britek végül megadták magukat. A rövid összecsapásban a brit legénység 8 indiai tagja vesztette életét. A hajót ezután rövid úton elsüllyesztették.
Bár a Clan McTavish segélykérő üzenetét vételezték brit hadihajókon, az nem került a dekódolásért felelős brit tiszthez és emiatt következmények nélkül maradt. Ekkor pedig két-három cirkáló is párórányira volt csak a helyszíntől.
Az Appamot Dohna január 17-én elbocsátotta, hogy az Egyesült Államokban internáltassa magát. A fedélzetén 121 brit személlyel indult el Newport News felé. 53 brit személy a Möwén maradt. 103 indiai fizetség ellenében a németek szolgálatába szegődött. Január 20-án az óceán közepén Dakar magasságában az Edinburgh vitorlás lett az újabb áldozata.

#### Cirkálás az Egyenlítő mentén
Január utolsó napjaiban került sor a Corbridge-ról való szénvételezésre, melynek során a segédcirkáló egy hónapra elég üzemanyagot vételezett. Ezt követően a szénszállítót elsüllyesztették. Dohna ezután a Fernando Noronha-szigetek és a Zöldfoki-szigetek között tervezett cirkálni, ami nagy veszélyeket rejtett magában, mivel az Appam épp ezekben a napokban kötött ki és a britek a Möwéről értesülve jelentősen megerősítették őrjárataikat a közép-atlanti térségben. Február 6-án a Buenos Airesbe 5300 t szenet szállító belga Luxembourgot fogta el és süllyesztette el. A február 6-án elfogott Flamenco egyik csónakja vízre tételekor felborult és egy embert nem sikerült kimenteni. A teherhajó előzőleg használni igyekezett a rádióját, mire a németek tüzet nyitottak rá és három lövedékük eltalálta.
Február 8-án az esti órákban találkozott egy hajóval, mely a dán Herakleának adta ki magát. Mivel ilyen nevű dán hajó nem szerepelt a nyilvántartásban, a Möwe felé vette az irányt és a morzejelekkel újabb kérdéseket tett fel. Mivel ezekre érthetetlen válaszokat kapott, a németek megállásra szólították fel. Mikor a zsákmánylegénység csónakját vízre akarták tenni, a teherhajó ismét elindult. Figyelmeztető lövésekkel újra megállásra bírták és mint kiderült, valódi neve Westburn volt és 3800 t szenet szállított Cardiffból Buenos Airesbe. Még eközben tűnt fel délnyugati irányban egy újabb gőzhajó, melyet másnap tartóztattak fel. A Horace 4000 t nagy értékű árut, kukoricát, gabonát, alkoholt szállított. Mivel nem volt elegendő szene a Németország felé való útnak indításhoz, Dohna ezt is elsüllyesztette.
A Westburn zsákmánylegénysége azt a parancsot kapta, hogy vigyék a hajót Madeirára. Badewitz révkalauz (később hadnagy) irányításával Tenerifére hajózott, ahol a Sutlej páncélos cirkáló jelenléte miatt a foglyok szabadon engedése után a legénysége elsüllyesztette. Badewitznek sikerül visszatérnie Németországba a kimentésére érkező U 53 tengeralattjáróval és a Möwe második atlanti útján is részt vett. A Westburn elengedése után a Möwe Afrika partjai felé vette az irányt és a Las Palmas és Dakar felé vezető útvonalak mentén cirkált.

#### A visszaút
Február 15-én a segédcirkálón fogni tudták a naueni rádióadó híradását 2500 tmf távolságból. Ezen a napon a Möwe kedvezőtlen időjárási körülmények között hajózott és Dohna korvettkapitány a portyázás megszakítása mellett döntött, amit a következőképpen indokolt:
„Habár megmutatkozott, hogy mindig lehet megfelelő mennyiségű szenet találni, nem tartom tanácsosnak, hogy még egy hónapig folytassam a cirkálóháborút, mivel az egyes gépalkatrészeken az elhasználódás jelei mutatkoztak, melyek már a hajó teljesítőképességét csökkentették. Ez arra kényszeríthetett volna, hogy a hajóval heteken belül kikössünk. Ezt mindenképp el kell kerülni. – Az a szilárd szándékom, hogy a Németországba való áttörést ismételten megpróbáljam, mivel a legszebb sikerek is haszontalannak tűnnek számomra, ha azok az ellenség győzelmével érnek véget.”
Az északi irányba való úthoz a hajó felépítményeit és csónakjait fehér színűre festették. A fekete oldalfalakkal így azt a benyomást keltette, hogy a Hall hajótársasághoz tartozik. 
Február 24-én a hazaút során a Bordeaux–New York útvonalon süllyesztették el az Észak-Amerika felé haladó francia Maroni gőzhajót 2000 t darabáruval. Február 24-én kapták a hírt Nauentől, hogy Badewitz a Westburnnel megérkezett Tenerifére. Egy másnapi hír szerint Dohna grófot az I. osztályú Vaskereszttel tüntették ki, a legénység többi tagja számára pedig a II. osztályú Vaskereszt 50 példánya kerülhetett kiosztásra.
Másnap hajnalban fogták el a 4000 t árut szállító Saxon Prince-t, mely Észak-Amerikából tartott Manchesterbe és a szállítmányához fémáruk és lőgyapot is tartozott. A hajó csekély sebessége (9 csomó) miatt az értékes rakományt nem indították útnak Németország felé, hanem inkább elsüllyesztették.

#### A blokád áttörése és a hazatérés
Február 27-én a Möwét a New York–Bergen–Göteborg útvonalon közlekedő svéd Bia gőzhajónak álcázták. A kéményét sárgára festették, megváltoztatták a névfeliratot és semleges jelzéseket helyeztek el a hajó orrán és tatján. Dohna gróf eredetileg a Dánia-szoroson át próbált átjutni a brit blokádon, de a kazánoknál az előző napokban fellépő szivárgások miatt az Izland és Feröer közötti útvonal mellett döntött. Izlandtól február 29-én 100 tmf távolságra haladt el délre.

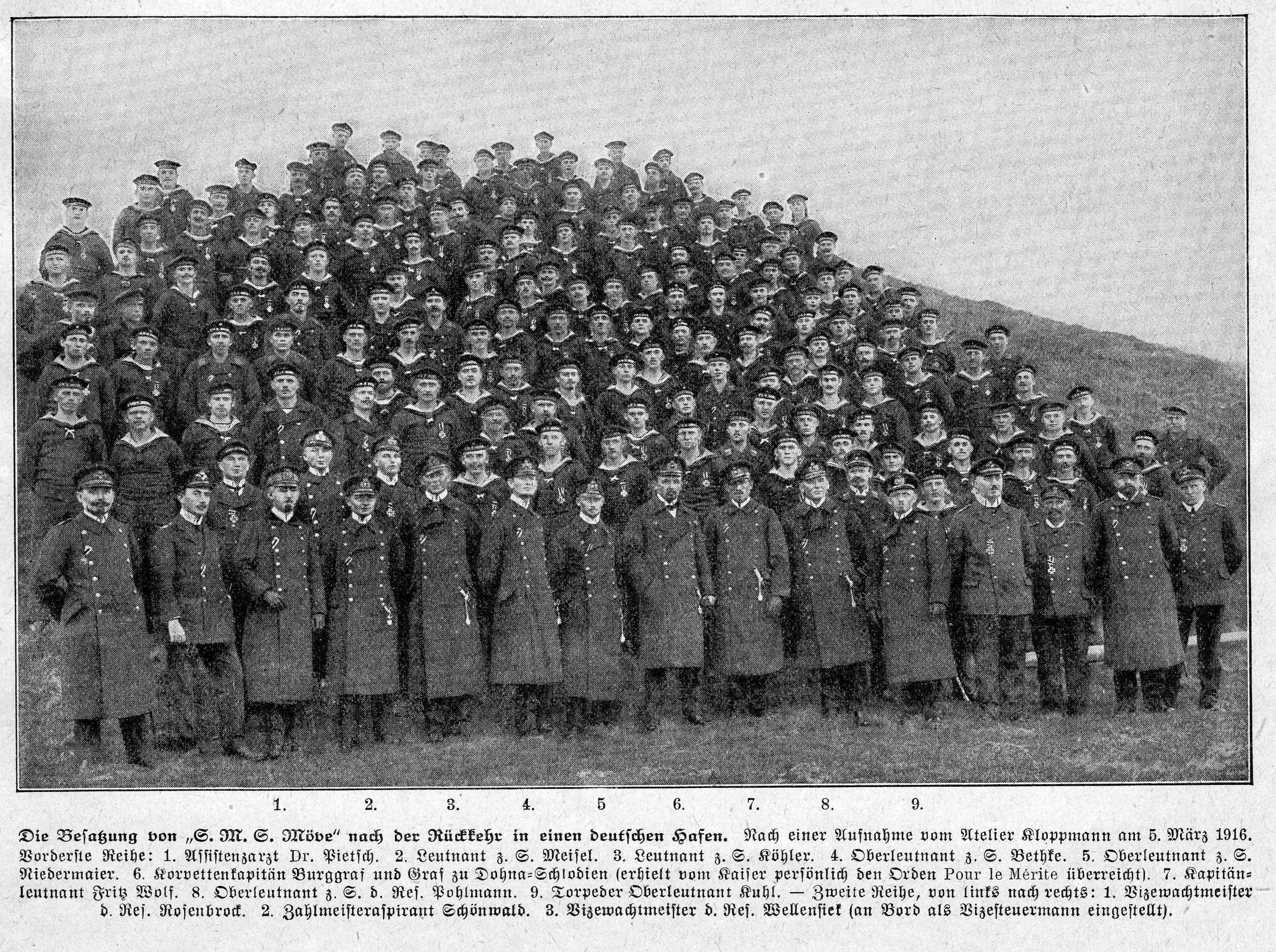
Az első útjáról hazatért Möwe legénysége csoportképen (Illustrierte Zeitung, 1916 március)

A brit vonalakon való áttörésben nagy segítségükre volt, hogy előző nap egy brit kereskedelmi hajó sikeresen dekódolt rádiójelzése részleteket tartalmazott a blokád elhelyezkedéséről. Dohna gróf ezen információkat felhasználva választhatta ki a követendő útvonalát a norvég partokig és március 3-án Utsira közelében érkeztek meg a szárazföldhöz. A partoktól nagyobb távolságot tartva álltak déli irányra. Több brit hadihajó észlelése után március 4-én érkezett a Horns Rev világítótornyához.
Előző napi kérésének megfelelően a Nyílt-tengeri Flotta biztosította az érkezését az I. csatahajóraj és az I. és IV. felderítőcsoport rombolókísérettel való kiküldésével. A flottaparancsnok rádión a következő üdvözletet küldte: „Büszkén és örömmel köszönti Önt szívélyesen a flotta.”
A Möwe a délután folyamán érkezett meg Wilhelmshavenbe 4 brit tiszttel, 29 brit haditengerésszel, 1 brit hajóskapitánnyal, 62 polgári fogollyal és 7 semleges országból származó személlyel. Március 5-én távirat érkezett Vilmos császártól:
„Szívélyesen üdvözlöm Önt és a bátor legénységét a honi kikötőben a hosszú és ragyogó sikerekkel kísért cirkálóútjáról hazaérkezve és kifejezem teljes császári köszönetemet a tetteiért, melyek a német nép egésze körében visszhangra találtak. A teljes legénységnek a II. osztályú Vaskeresztet adományozom.”
Gróf Nikolaus zu Dohna-Schlodien korvettkapitánynak a jelentéstételekor a császár személyesen nyújtotta át a Pour le Mérite kitüntetést.
A Möwe első útján az általa telepített aknamezők áldozatai is beleszámolva 62 590 BRT hajóteret és egy 16 350 t vízkiszorítású ellenséges hadihajót semmisített meg.

### Bevetések a Balti-tengeren (1916 nyara)
A Möwét 1916. március 6. és május 6. között a Kaiserliche Werft wilhelmshaveni hajógyárában javították. Ekkor álcázásként a Vineta nevet kapta és a munkálatok végeztével a Vilmos-császár-csatornán a Balti-tengerre helyezték át.
1916. június 12-16. illetve július 25-29. között a Vineta név alatt két alkalommal portyázott a Kattegat és a Skagerrak vizein Kielből és Swinemündéből kiindulva. A második alkalommal elfogta a brit Eskimo gőzöst. A brit hajóra célzott lövéseket is leadott, melyek közül három eltalálta. A fedélzetén lévő 40 főből senki nem sérült meg. A helyszínre siető norvég Glimt torpedóromboló megállapította, hogy az elfogás a norvég felségvizeken kívül történt és ezután vihette magával zsákmányként Swinemündébe. Augusztus 20-23. közötti harmadik portyázása eseménytelenül telt.

### Második cirkálóút (1916 november – 1917 március)

#### Előkészületek és a blokád áttörése
A Möwe sikeres cirkálóútja hatására a következő télre Dohna grófot és hajóját ismét az Atlanti-óceánra küldték. Ezúttal az aknatelepítés nem tartozott a feladatai közé. Az utasítások szerint az amerikai és spanyol hajókkal különös óvatossággal kellett eljárjon, tevékenységének célpontja pedig az Észak-Amerika és a La Plata-vidék felől érkező élelmiszerszállítmányok voltak. A hadműveleti parancsban a kivitelezés módját Dohna grófra bízták, így hasonlóan az első útjához lényegében saját belátása szerint cselekedhetett.
A Möwe (Möwe II) kapott két újabb torpedóvető csövet és így már néggyel rendelkezett. Felszerelésekor fontolóra vették egy hidroplánnal való ellátását is, azonban ezt Dohna gróf a következő indokkal utasította vissza:
„A repülőről lemondtam, különösen azért, mert a próbák során, melyeket újabban kellett volna végrehajtani, a pilóta már egészen csekély hullámzásnál azt közölte, hogy nem tud leszállni. Ezenkívül a fel- és leszerelésének időtartamát öt órában adták meg.”
A Möwe 1916. október 14-től a kieli császári hajógyárban tartózkodott és novemberben többször kifutott gyakorlatozni, így a november 22-ei újabb kifutása nem volt feltűnő. A nyílt tengeren megállt és horgonyt vetve hozzáláttak az átfestésének és fekete színű lemezek felszerelésének, míg végül a svéd Marie Sverige gőzhajóvá nem tették hasonlatossá. Még hajnal előtt felszedte a horgonyt és a Kis-Bælten át folytatta az útját az Északi-tengerre.
A norvég partok mentén haladva az U 58, az UC 29 és az UC 30 tengeralattjáróknak kellett volna biztosítaniuk az útját, de az időjárás a korlátolt látási viszonyaival olyannyira kedvező volt az áttöréshez, hogy a Möwe az egyeztetettnél nagyobb sebességre kapcsolva maga mögött hagyta a kijelölt találkozási pontot és az álcázáshoz rögzített bádoglemezek egy részét is leszerelték róla. Utsirához érve Izland keleti csücske felé vette az irányt. A gyenge látási viszonyok miatt Dohna gróf az Izlandtól délre való áttörés mellett döntött. Az erős ellenszélben kisebb károk érték hajóját.
Az elfogott és dekódolt rádiójelekből kiderült, hogy két brit segédcirkáló november 27-én 08:00-kor pontosan hol és milyen megközelítéssel szándékozik találkozni Izlandtól délkeletre. Dohna ezt a találkozási pontot vette célba és éjfélkor haladt át itt, nyolc órával a brit segédcirkálók előtt, mikor azok még 80-90 tmf távolságra voltak innen. November 30-án a brit őrjáratok elhagyásával eltávolították a svéd hajóra utaló festést és egy francia hajónak álcázták.

#### A portyázások megkezdése
Dohna előbb az Észak-Amerika–Anglia kereskedelmi útvonalakon tervezett portyázni és már december 1-én észleltek egy gőzhajót (a La Manche magasságában), amelyet másnap reggel megállásra szólítottak fel. A brit Voltaire – mely előző cirkálóútja során kevés híján a Möwe áldozata lett – elsőre nem engedelmeskedett a felszólításnak és kezelői megjelentek a tatlövegénél. Többszöri figyelmeztető lövések leadása után a kezelők elhagyták a 12 cm-es löveget és a brit hajó megállt. A rakomány nélkül Liverpoolból New Yorkba tartó hajó legénysége nagyon rossz fizikai állapotban volt, bár a hajót ért találatok senkit nem sebesítettek meg közülük. A Voltaire-t még aznap reggel elsüllyesztették, de nem várták meg míg teljesen elmerül, mert három füstfelhő is felbukkant, a Möwe pedig az egyik felé vette az irányt. Ez holland hajónak bizonyult, ezért a francia zászló alatt haladó németek nem ellenőrizték le. A kérdésére, hogy az elsüllyedt hajó legénységét kimentették-e, jobbnak tartották nem válaszolni.
Az éjszaka folyamán Lisszabonból leadott rádiójelzés az Atlanti-óceánon tengeralattjáró-veszélyre hívta fel a figyelmet. Dohna korvettkapitány észrevétele szerint ez rossz hatással volt a hajójának tevékenységére, mert a riasztás miatt a hajóforgalom elhagyta a megszokott útvonalakat, így nehezebbé vált a célpontok felkutatása.
December 3-án egy jelzések nélküli hajót állított meg, melyről kiderült, hogy a belga lakosságnak élelmiszert szállító Belgian Relief segélyszervezet Samland nevű hajója. A papírjai ellenőrzésekor kiderült, hogy a szabad hajózást engedélyező okmányon kifutási időpontként október 16. szerepelt. A hajó kapitánya szerint a hibára New Yorkban eredménytelenül igyekezett felhívni a német követség figyelmét. A hajó kilétének fel nem tüntetését azzal magyarázta, hogy a megfelelő jelzéseket minden este be szokta vetetni és csak hajnalban teteti ki ismét. A gyanakodó Dohna végül úgy döntött, nem süllyeszti el a hajót és a rádiókészüléke tönkretétele után szabadon engedte. A hadinaplójában feljegyezte, hogy a segélyszervezetet kötelezni kellene a megkülönböztető jelzések tartós feltüntetésére.

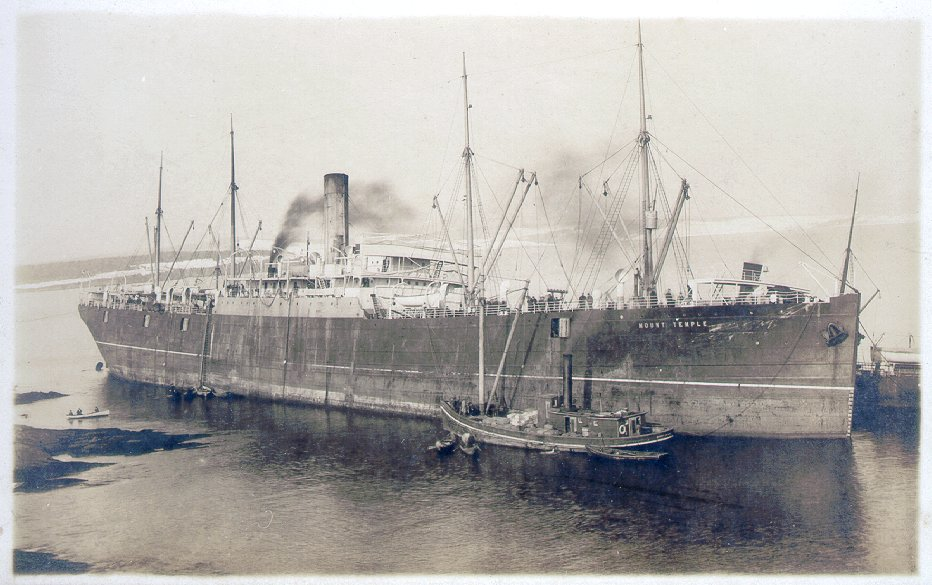
A Mount Temple zátonyra futva Új-Skócia partjainál 1907-ben

A Samland megérkezésekor elsőként jelentette a német segédcirkálót és emiatt azonnal riasztást adtak ki az óceánon közlekedő hajók számára. Ennek ellenére a Möwe december 6-án újabb hajót, a Mount Temple-t tartóztatta fel és mivel az a tatlövegét felé irányozta, a németek tűz alá vették. Egy lövedék a kéményét, egy a csónakfedélzetét érte, mire a kezelői elhagyták a tatlöveget. A hajó megközelítését megnehezítette a zsákmányszemélyzet számára, hogy a gépkezelők is azonnal elhagyták a géptermet, így a hajó továbbra is mozgásban maradt jobb felé kanyarodásra állított kormánylapáttal. A főként élelmiszert szállító hajón 710 ló is helyet kapott. a 111 fős legénységéből 2 fő veszítette életét a találatoktól és 2 súlyosan megsebesült, egyikük hamarosan szintén elhunyt. A 75 mm-es löveg egyes részeit leszerelték mint bizonyítékokat a hajó felfegyverzettségéhez. Ezután a hajót elsüllyesztették. Dohna gróf a Mount Temple sebesültjeinek ellátásával kapcsolatban a következő érdekességeket jegyezte fel:
„Mikor az orvosunk az angol sebesülteket kötözte be, meglepetésére egyikük egy egyfontos bankjegyet halászott elő a zsebéből és át akarta neki adni. Az orvos csodálkozva kérdezte tőle, mit akar a pénzzel, hiszen itt nem kell fizetnie, mire a sebesült nagy örömmel és csodálkozással elmesélte, hogy egy angol orvosnak minden kezelésért, a fedélzeten is, egy egyfontos bankjegyet kell adni.
Ennek az ellentettje: az angol orvos, aki a sebesülteket még odaát a fedélzeten kötötte be, tőlünk kért fizetséget a fáradozásaiért! Üzleti szempontból ez egész praktikus lehet, de a mi orvosaink szemszögéből nem érthető teljesen. Mindenesetre a kis incidens világos fényt vet az angol egészségügy állapotára.”
December 8-án a Möwe előbb a Gibraltárba sózott halat szállító Duchess of Cornwall kis vitorlást, majd a vegyes rakománnyal (hadianyag, vas, olaj) ellátott King George-ot süllyesztette el. December 9-én a Baltimore-ból Liverpoolba tartó, 5500 t mezőgazdasági terményt és vörösrezet szállító Cambrian Bridge esett az áldozatául. Elfogásakor megpróbált SOS-jelzést a koordinátákat megadva leadni, de a Möwe tatlövegével leadott figyelmeztető lövés hatására ezzel felhagyott.

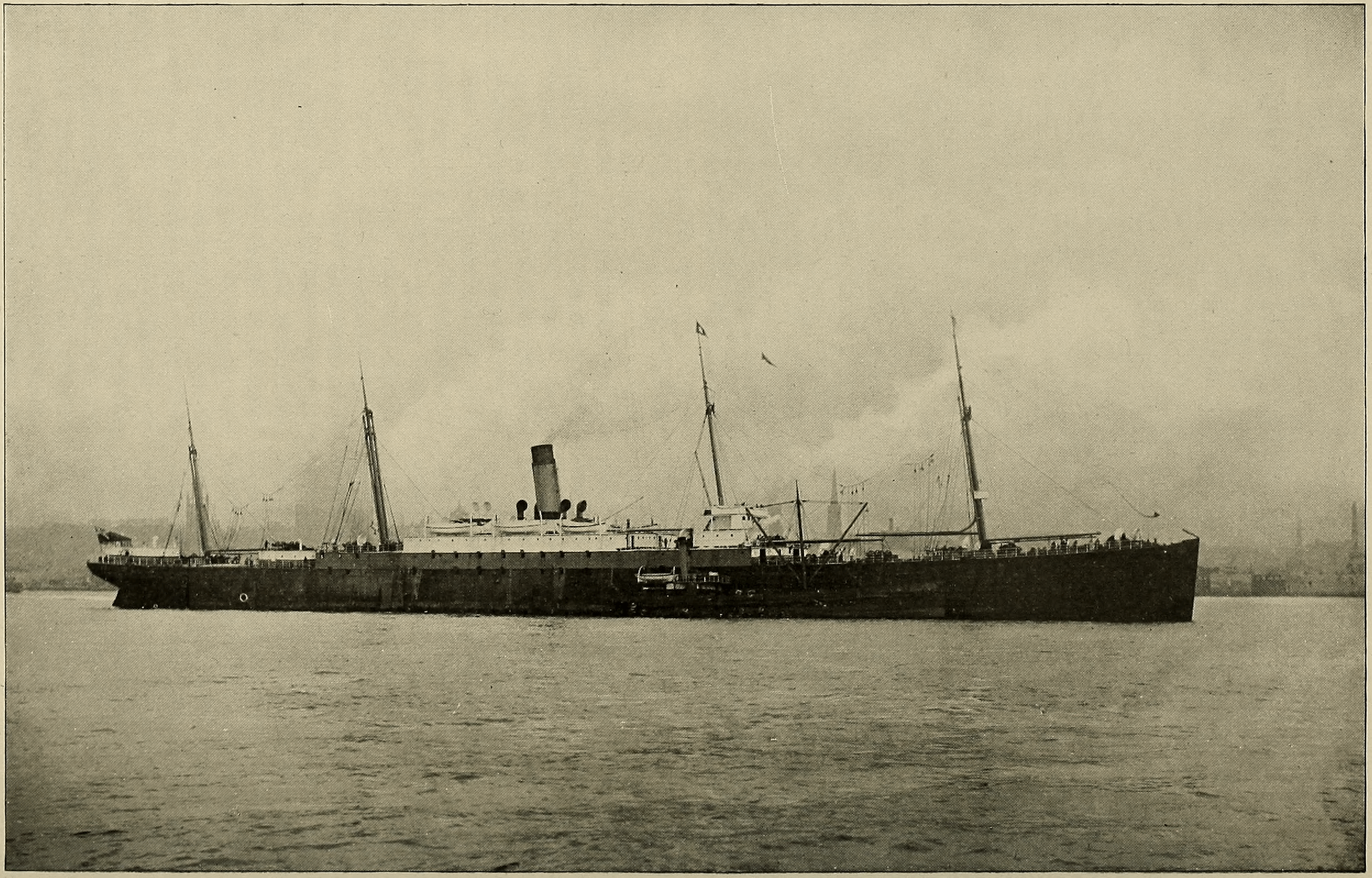
A Georgic teherhajó 1897 körül

December 10-én a Georgic gőzöst fogták el a németek. A parancstovábbítás hibája miatt a figyelmeztető lövést a hajóra célzottan adták le és a lövedék a hajó kéményét találta el, használhatatlanná téve a rádióberendezését. Ezután a tatlövegénél megjelentek a lövegkezelők és harcképes állapotba igyekeztek hozni azt, de a Möwe egyik közvetlenül a tatnál vízbe csapódó lövedéke félresodorta őket, anélkül, hogy sebesülést okozott volna nekik. A Georgic ekkor megállt és vízre tette a mentőcsónakjait. Egy túlterhelt csónak egyik tartókötele elszakadt és a benne lévők a vízbe estek. A Möwe azonnal a bajbajutottak segítségére sietett és a Georgic-hoz közelebb érve az összes mentőcsónakját vízre tette. Egy embert leszámítva, aki már az eséskor megsérült és megfulladt, mindenkit épségben sikerült kimenteni a vízből. A hajó Philadelphiából Brest érintésével tartott volna Liverpoolba és összesen 9500 t rakományt szállított, közte 2650 t olajt, 46 autót és 1200 lovat. A lassúnak ítélt süllyedését egy torpedóval gyorsították fel.

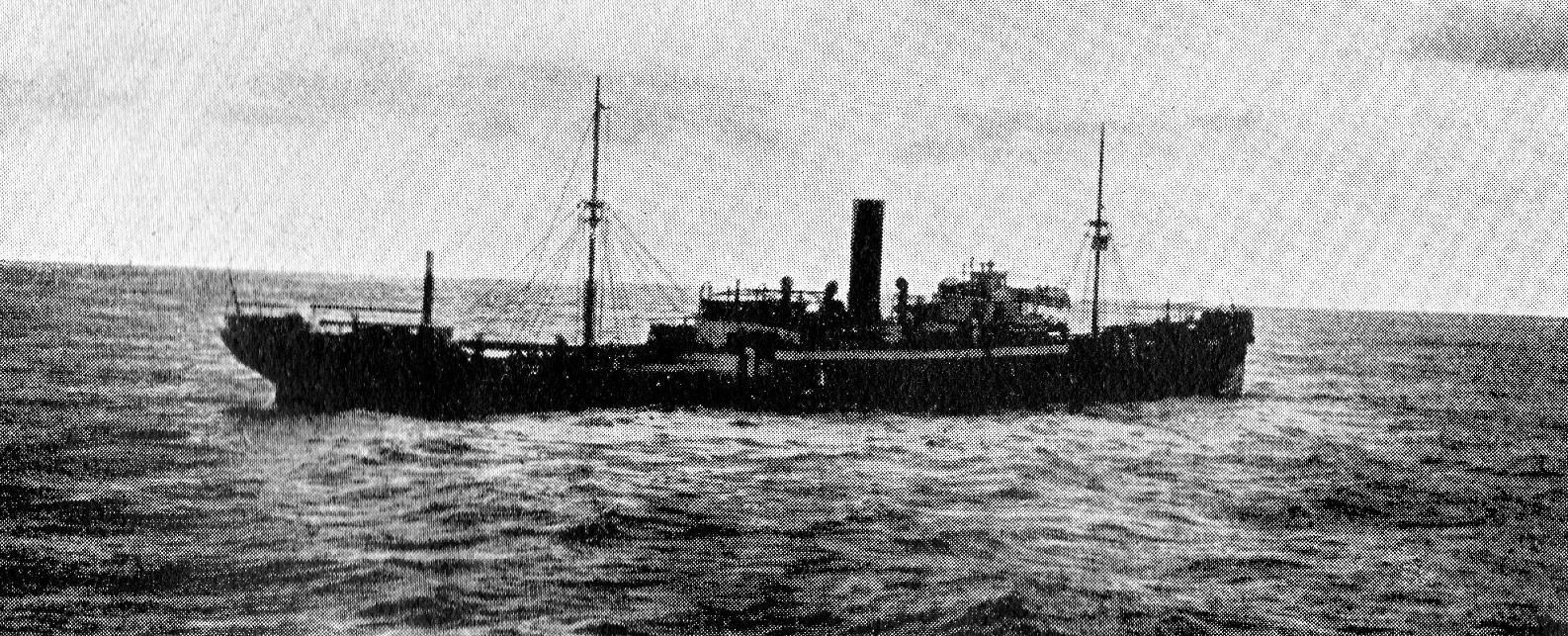
A tragikus sorsú Leopard segédcirkáló (ex-Yarrowdale)

December 11-én reggel fogta el a Möwe a Yarrowdale brit gőzhajót, mely 5800 t nagy értékű hadifelszerelést szállított. Mivel még 30 napra elegendő szénkészlettel rendelkezett, Dohna gróf úgy döntött, Badewitz hadnagy vezetésével Németországba küldi az eddig elfogott hajókról foglyul ejtett 444 személlyel a fedélzetén.
December 12-én a Möwe – még a Yarrowdale társaságában – a 7360 t szenet szállító Saint Theodore brit gőzöst fogta el és szénszállítóként maga mellé vette Robert Köhler hadnagy irányításával. Így egy ideig a Möwe egy három hajóból álló kisebb rajt vezetett. Másnap 469 főt (104 semleges állambelit és 365 foglyot) hajóztak át a Yarrowdale-re a másik két hajóról. A Yarrowdale 11 arab tagja ellenben a Möwére került át, mert fizetség ellenében hajlandók voltak német szolgálatba állni. A Yarrowdale hamarosan útnak indult Németország felé és két hét múlva, december 31-én sikeresen megérkezett Swinemündébe. Ezt a hajót szintén segédcirkálóvá alakították át és Leopard néven állították szolgálatba. Első útján – amire még a Möwé visszaérkezése előtt indult el – fennakadt a brit blokádon és két brit hadihajóval vívott tűzharc során teljes legénységével – benne Badewitz hadnaggyal – együtt odaveszett. (Lásd: 1917. március 16-ai ütközet.) A Yarrowdale-lel egyidőben a Saint Theodore is elvált a Möwétől.
December 18-án a San Franciscóból Liverpoolba 7200 t rakományt, főként élelmiszert szállító Dramatist került elfogásra. A németek az elsüllyesztése előtt a felhasználható ellátmányt és a rádiókészüléket elhozták róla, utóbbit azért, hogy a Saint Theodore-t szereljék fel vele. A Dramatist legénységének 55 indiai tagja német szolgálatba állt. December 15. és 23. között a Dramatisten kívül más hajót a Möwe nem fogott el, aminek az volt az oka, hogy a Samland december 7-én hírül adta az óceánon való jelenlétét. A britek és a franciák ennek hatására az amerikai és afrikai kikötőkben visszatartották a hajóikat, az úton lévők közül többet visszafordítottak. Az Atlanti-óceán északi részén négy keresési sávot (közte három transzatlantit) jelöltek ki a cirkálók számára, hogy ezeken haladva felkutassák a német segédcirkálót. A Fokvárosból Európa felé vezető fő kereskedelmi útvonalat pedig négy párhuzamos útvonalra osztották, melyek közül kettő az eredetitől nyugatra, kettő attól keletre húzódott és a hajóforgalmat ezeken egyenletesen osztották el, hogy kisebb legyen a hajók elfogásának esélye.
Az óceán északi részén kijelölt keresési sávok azonban nem hozták meg a várt eredményt. A brit történetírást szerkesztő Corbett erről így írt: 
„Bármennyire alaposan is gondolták ki ezeket az intézkedéseket, mégsem hoztak eredményt. Browning tengernagy keleti szárnyon és Freemantle tengernagy nyugati szárnyon lévő hajói között volt egy rés, és zu Dohna gróf pont ezen a résen keresztül hajózott át.”

#### AGeierszolgálatba állítása
December 24-én találkozott a Möwe ismét a Saint Theodore-ral és a következő napokban felszerelték az elkobzott rádióval és két 5 cm-es löveggel, hogy segédcirkálóként alkalmazhassák. Eközben december 26-án tűnt fel a Nantes francia bark 3350 t pétisóval a raktereiben London felé tartva. Elsüllyesztették. Az újonnan felszerelt és a rádiópróbákról visszatérő segédcirkálót ezután SMH Geier névvel szolgálatba állították Friedrich Wolf sorhajóhadnagy parancsnoksága alatt. A Geier részletes parancsokkal, benne találkozási vonalakat és időpontokat kapott, majd a Möwétől különválva kezdte meg portyázásait. A britek közben a sikertelen keresési akciók alapján arra jutottak, hogy túl sok szenet fogyasztanak el a cirkálóik és a gépeiket is feleslegesen amortizálják, ezért december 30-tól erősen mérsékeltek a német segédcirkáló felkutatására tett erőfeszítéseket.
December 31-én a Yarrowdale épségben megérkezett Németországba, amit még aznap Nauen tudatott is a Möwével. Dohna gróf a fedélzetre rendelte a legénységet és közölte Badewitz hadnagy – eddig titokban tartott – küldetésének sikerét.
Az újév első napjaiban a Möwe a Fernando Noronha-szigeteknél nagyon közel került a közelben lévő három cirkálóhoz, de szerencséjére nem találkozott össze velük. Január 2-án a francia Asniéres bark lett az áldozatuk, mely Bahia Blancából vitt volna 4000 t búzát Pauillac-ba.
Január 5-én fogta el a Möwe a japán Hudson Maru teherhajót, mely az Egyesült Államokba szállított 5300 t, főként olajmagvakból és mangánércből álló rakományt. Mivel a rakomány nagy részét az Egyesült Államokba szállította és mert nem rendelkezett rádióval, Dohna gróf maga mellett tartotta, hogy később a foglyokat rá átszállítva engedhesse szabadon.
A gyér forgalmúvá vált fő útvonalon csak január 7-8-ika éjszakáján sikerült elfogni a következő áldozatot. A Santosból Londonba 6500 t kávét és kakaót szállító Radnorshire előbb megpróbálta lerázni üldözőjét és rádión segítséget próbált kérni, ezért figyelmeztető lövést is le kellett adni a feltartóztatásához. A teherhajó tatján rendelkezett egy 120 mm-es űrméretű ágyúval, de ezt nem használták. Még az éjszaka folyamán robbantással elsüllyesztették. A legénységéből 57 indiai a Möwén állt szolgálatba. A teherhajóról megszerzett iratokból a németek fontos információkat szereztek a brit óvintézkedésekről és a kijelölt új útvonalakról.
Dohna a Radnorshire által használt útvonalon maradva január 9-én talált rá a brit haditengerészet szolgálatában álló Minieh brit szénszállítóra, mely épp előző nap látta el szénnel az Amethyst cirkálót. A titkos papírjait nem semmisítették meg, ami kiegészülve az erősen ittas és bőbeszédű kapitányától szerzett információkkal rendkívüli segítségnek bizonyult.
A várható brit nyomozás miatt a Möwe elhagyta a kereskedelmi vonalat, melyen a Radnorshire-t elfogta és a Geierrel egyeztetett találkozási hely felé vette az irányt. Január 10-én az 5950 t rizst Rangunból a Nyugat-Indiákra szállító Netherby Hall brit gőzhajó akadt az útjába.
A Möwén a saját legénységén kívül ekkor már 338 fő tartózkodott, köztük 159 indiai akik fizetség ellenében főként a szénkészletek raktárak közötti elosztásában (a trimmelésben) segédkeztek. Január 12-én közülük 238 személyt (20 semlegest, 59 indiait és 159 más ellenséges országból valót) átszállítottak a Hudson Marura az élelmezésükhöz szükséges ellátmánnyal együtt. Dohna gróf azzal bocsátotta el a japán kapitányt, hogy Pernambucóba hajózzon, de január 16. előtt ne érjen oda. A német segédcirkáló jelenlétére figyelmeztető rádiójelzéseket éppen ezen a napon adták le. E napon éjfélkor találkozott a Möwe a Geierrel, mely december 31-én egyedüli áldozataként a cukrot szállító Jeant, egy kisméretű brit vitorlást süllyesztette el.
A következő napokban a Möwe összesen 3100 t szenet vett át a Geierről. A munkálatok közben a legénység egyik tagja halálos balesetet szenvedett. Dohna gróf a Geiernek új hadműveleti területként a Horn-foktól Európa felé vezető útvonalat jelölte ki, míg ő a Möwével a Fokvárosból Európa felé vezetőn portyázott. Január 26-án a fokvárosi rádióadó a város előtti vizeken portyázó tengeralattjárókra figyelmeztetett. Valójában itt a Wolf segédcirkáló által telepített aknák okoztak riadalmat.
Tíz napi eredménytelen cirkálás után Dohna arra a következtetésre jutott, hogy az útvonalakat megváltoztathatták és valószínűleg a fő kereskedelmi útvonal nem Afrika körül húzódhat, hanem a Szuezi-csatornán át vezet. Ezt támasztotta alá számára az is, hogy a korábban elfogott egyik hajó kapitánya szerint Dél-Afrikában nehézséget okozott a szén beszerzése. Ezen okok miatt a Möwével elhagyta a portyázási területet és a Geierrel meghatározott találkozási hely felé vette az útját. A két hajó február 11-én találkozott ismét és a Geier a Queenstownba 1600 t bálnaolajat és guanót szállító norvég Staut vitorlás megsemmisítését jelentette egyedüli eredményként. Mivel a nyílt tengeren való szénvételezéshez az időjárás nem kedvezett, a Brazíliához tartozó Trindade (Trinidad) szigethez hajóztak és a következő napokban annak szélárnyékos nyugati oldalánál lehorgonyozva rakodták át az üzemanyagot a Möwére. A sziget keleti felén észlelt újépítésű barakkokból és rádióantennából a németek úgy vélték, hogy az amúgy lakatlan szigeten a britek állítottak fel megfigyelőállomást.
Február 14-én a Geiert elhasználódott gépei miatt robbantással elsüllyesztették és ezután a Möwe a dél-amerikai útvonalak mentén kezdte meg portyázását.

#### Találkozás azEdinburgh Castlesegédcirkálóval

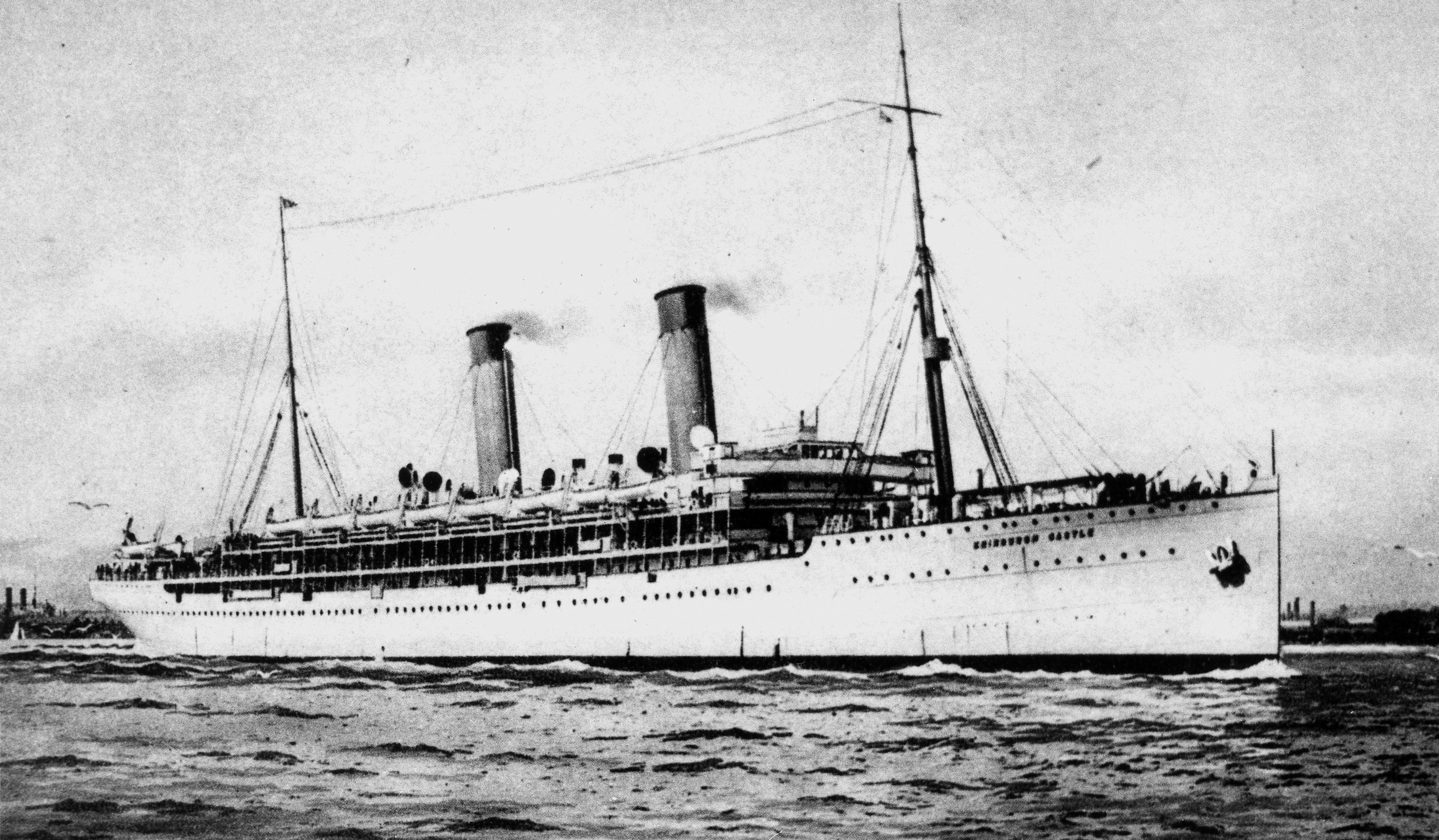
Az Edinburgh Castle utasszállítóként

Másnap, február 15-én a 7650 t szenet Belfastból Rio de Janeiroba szállító, vadonatúj Brecknockshire-t fogta el. A hajó rendelkezett egy 12 cm-es tatlöveggel és rádiókészülékkel is. A 90 fős legénysége főként nagyon öreg férfiakból vagy 15 év körüli gyerekekből állt. A legénység és 200 kg szappan átszállítása után a hajót hamar elsüllyesztették és egy másik, még korábban észlelt, de lassabban haladó hajó után indultak és az éjszaka folyamán be is érték.
A French Prince 6500 t mezőgazdasági terményt és húst szállított volna Le Havre-ba. Röviddel az elsüllyesztése után tűnt fel a délnek tartó brit Eddie gözhajó, mely 3134 t szenet szállított. Egy órával az elsüllyesztése után újabb két füstpamacs tűnt fel a láthatáron. Az egyik egy kisebb hajótól, míg a másik egy két magas árbóccal és két kéménnyel rendelkező hajótól származott. A Möwe megállva tartotta őket egy ideig szemmel, majd miután bizonyosnak vélte, hogy egy brit segédcirkálóról és kísérőjéről van szó, 09:30-kor megfordult és távolodni kezdett tőlük. A nagyobbik hajó a Möwe után indult és rövid üzeneteket váltott egy másik hajóval, mely azonban messze volt innen. A Möwe tartani tudta a távolságot és egy kisebb esőfüggönybe húzódott, amibe beérve irányát enyhén módosítva növelni tudta a távolságot. Az ezutániakat Dohna gróf a következőképpen írta le:
„11 óra 20-kor jobbra elől füstfelhő válik láthatóvá. 11 óra 54: A »12 r« [rádióazonosítójú] ellenség ismét kódolt jelzést ad le »kr« részére, amire azonban nem kap megerősítő jelzést. 1 órakor ez a füstfelhő egy háromárbócos hajóként válik azonosíthatóvá és most jobb oldalunkon 5 mérföldes távolságra kerüljük el. 1 óra 40-kor a minket üldöző segédcirkáló a háromárbócos hajó felé kanyarodik és tüzet nyit rá. A lövés és a lövedék leérkezése megfigyelhető a Möwéről. Az ellenség gyorsan látótávolságon kívülre kerül, miután a Möwe egyidejűleg 2 vonásnyit balra kanyarodik.”
A németek meglátása szerint a segédcirkálón – az Edinburgh Castle-n – úgy vélhették, hogy míg az üldözött hajó látótávolságon kívülre került felállított egy harmadik árbócot és így álcázva magát próbálhatott elhaladni mellettük. A brit történetírás szerint az Edinburgh Castle a rossz állapotban lévő gépei és a hajótest aljának szennyezettsége miatt nem tudott gyorsabban haladni 14 csomónál és ezért nem érte be a Möwét. Ugyanakkor a britek szerint a segédcirkálójuk a Hermione-ként megadott háromárbócos hajó ellenőrzését tudatos lépés volt és nem gondolták, hogy a német hajó így akarta volna álcázni magát és azt cáfolták, hogy lövés leadására eközben sor került volna.  Az éjszaka folyamán élénk rádióforgalom zajlott három brit hadihajó között illetve jelzéseket adtak le a kereskedelmi hajók számára is, amiből Dohna gróf arra következtetett, hogy az útvonaluk módosítását rendelték el és ezért nem látott esélyt a cirkálóháború eredményes folytatására ebben a térségben és emiatt az éjszaka folyamán keleti irányra állva távolodott el a partoktól. A nyolc 17 cm-es ágyúval felszerelt brit segédcirkálók elleni küzdelmet csak akkor vállalta volna fel, ha a meglepetés erejével tudhatott volna lecsapni.
Az Edinburgh Castle-el való találkozást követően február 16-24. között északnak haladva csak egy norvég vitorlást észlelt és az ellenőrzése után továbbengedte.
Február 24-én hosszú idő után a Buenos Airesből Dakarba 4555 t búzát szállító és a brit admiralitás szolgálatában álló Katherine lett elsüllyesztve. A rosszabbodó látási viszonyok miatt Dohna gróf ezután északnyugati irányban, a vitorláshajók útvonala mentén haladt tovább. Közben befejezték a kazánok kitisztítását és javítását, melyeket a brit segédcirkálóval való találkozás erősen igénybe vett.
Március 4-én a Rhodanthe brit gőzös került elfogásra, mely a papírok szerint csak ballaszttal tartott Kubába. Az átvizsgálásakor azonban egy 47 mm-es ágyú is előkerült. A hajót robbantással süllyesztették el. Dohna ezután úgy döntött, rövidebb ideig a Nyugat-Indiák és a Földközi-tenger közötti útvonalon portyázik. Március 8-án a brüggei adótorony jelzéseit vette, melyben a brit blokád vonalainak megerősítéséről adtak hírt. Ez az információ később jelentősen hozzájárult a sikeres hazatéréséhez.

#### Ütközet azOtakiteherhajóval

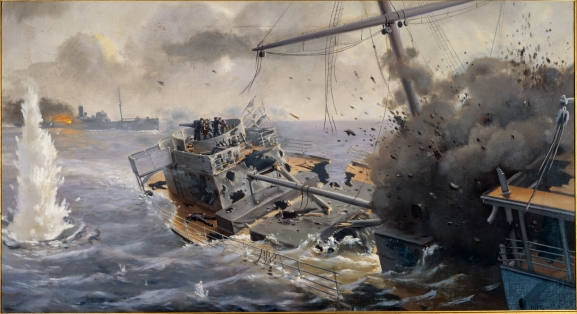
Az Otaki elsüllyesztése tűzharcban

Március 9-10-ike éjszakáján fogta el az Esmeraldast, egy a brit admiralitás szolgálatában álló teherhajót. Liverpoolból tartott Newport Newsba ballaszttal és  fedélzetén két 72 mm-es löveg volt elhelyezve. Elsüllyesztésére robbantással került sor. A délután rossz időjárási körülmények között vett üldözőbe egy teherhajót, mely a tatján rendelkezett egy löveggel. A németek 16:10-kor adtak le figyelmeztető lövést, ami után a kezelői igyekeztek üzembe helyezni a löveget. Ezt látva a németek 2200 m távolságból célzott tüzet nyitottak és a hajó közepén elért több találat után a tatra helyezték át a tüzüket. Az első kezelőket egy közelben becsapódó gránát a löveg elhagyására késztette, a helyettük érkezőket pedig egy találat füstje borította be és ez késztette őket a löveg feladására. 16:30-ra ezzel az ellenséges hajó harcképtelenné lett téve. A Möwe összesen 35 darab 15 cm-es és 23 darab 10,5 cm-es gránátot lőtt el, ebből 25 talált. A britek ugyanakkor 3 találatot értek el. Az összecsapás végére a tatjánál már erősen megsüllyedt hajó 17:17-kor merült el. A tűzharcban a Möwe a következő károkat szenvedte el:
1. Mindjárt a harc elején találat érte a jobb oldali felső szénraktárt ¼ méterrel a fedélzet felett. A gránát az oldalfal átszakítása után robbant fel és szénporrobbanást és raktártüzet okozott. A szénportól terhelt levegő a bal oldalon nyitott raktárajtón keresztül át a fűtőterembe jutott és itt begyulladt. A keletkezett szúróláng [Stichflamme] áthatolt a fűtőtermen és átcsapott a gépterembe. Itt nem sérült meg senki, de a fűtőtérben ellenben a teljes kezelőszemélyzet, hat fűtő, munkaképtelenné vált. 27 a szénraktárban dolgozó indiai részben súlyos égési sérüléseket szerzett. A fűtőterem tartalékában lévők azonnal átvették a kiesettek helyét, így nem lépett fel üzemzavar. A növekvő raktártüzet csak nagy nehézségek árán lehetett másnap megfékezni, mivel a szivattyúk, a gépek és az aknák felszerelésének raktára is megrongálódott és a kábelek égése erős füstképződéssel járt.
2. Belövés jobb oldalon a legénységi lakóhelyiségbe. A gránát kioltotta egy fűtő életét és súlyosan megsebesített egy gépészt, felszakította a legénységi körlet [Mannschaftsraum] fából készült oldalfalát és átszakított egy tűzoltóvezetéket. A lövedék a bal oldalon ½ méterrel a vízvonal alatt robbant fel és egy 35 cm átmérőjű lyukat ütött. Von Helmholt tartalékos tengerészhadnagy azon próbálkozása, hogy egy kötéllétrán leereszkedve kívülről férjen hozzá a lékhez, a hajó erős mozgása miatt kilátástalannak bizonyult. A lékvitorlát kiterítették és a lék fölé helyezték. A tömítési munkálatok alatt olyan sok víz került a helyiségbe, hogy a hajó megdőléseikor mellig is érhetett. Az átmeneti tömítést matracokkal, függőágyakkal és lékdugókkal oldották meg. Csak másnap lett egy doboz a lék köré helyezve és cementtel feltöltve.
3. Egy gránát a hajóhídon haladt át, mintegy 1 méterrel az iránytű mögött, a jelzőfedélzeten szekrényeket és eszközöket tönkretéve.[45]

A Möwe a második elszenvedett találat után három torpedót is kilőtt, melyek azonban a britek kitérő manővere miatt nem találtak célt. A célzást a saját hajó kanyarodása és az erős hullámok mellett a pánikba esett és a mentőcsónakok felé igyekvő indiaiak is nehezítették.
A Möwe embervesztesége 2 halott, 5 súlyos és 2 könnyű sérült volt a német legénység körében. Az indiaiak közül 27 fő szenvedett súlyosabb és 16 könnyebb égési sérüléseket. A brit hajó kapitánya és legénységének öt tagja veszett oda a tűzharcban, a 67 hajótörött közül kilenc sérülten került át a Möwére.
A német segédcirkáló helyzete azonban kritikus volt, mivel az éjszaka folyamán a raktártűz egy ideig még tovább tudott terjedni, a lőszerraktárak pedig csak fából készült oldalfalakkal voltak ellátva. A lángok teljes elfojtása két napi megfeszített munkát igényelt.
Dohna gróf megállapítása szerint a Möwééhez hasonló felszereltség már nem volt megfelelő az Atlanti-óceánon való kereskedelmi harc folytatásához, mivel a britek a hajóikat közepes kaliberű ágyúkkal szerelték fel és hajlamosak voltak minden esetben ellenállást tanúsítani. Véleménye szerint segédcirkálók erősebb robbanóerejű gránátokat kellett kapjanak, mivel bár az Otaki által elszenvedett 25 találat nagy része annak tatlövege közelét érte, mégis csak sokára lehetett azt elnémítani. Emellett szerkezetileg a normál kereskedelmi hajókénál erősebb tagoltságúnak kellett lennie, minél kevesebb faanyag felhasználásával.

#### Az utolsó sikerek és a hazatérés
A Möwe következő áldozata március 13-án a Demerton gőzös lett, egy szintén az admiralitás szolgálatában álló hajó. A figyelmeztető lövés után a 72 mm-es űrméretű tatlövegét ennek is igyekeztek működésbe hozni, de két sortűzzel ezt sikerült megakadályozni. A faanyagot szállító hajón úgy végezték el a robbantásokat, hogy az felboruljon. Így ha a faszállítmány miatt nem is süllyedt el sokáig, legalább nehezebben észrevehető maradt.
Március 14-én egy nyugati irányba tartó gőzhajót, a brit Governort észlelték, tatján egy házszerű felépítménnyel, ami nyilvánvalóan a lövegét rejtette. Miután a megállásra való felszólításra és a figyelmeztető lövésre meneküléssel reagált és embereket lehetett látni amint a tatja irányába rohannak, 1500 m távolságból célzott tüzet nyitottak rá. Számos találat elszenvedése után végül megállt. A lövegét még azelőtt találat érte, hogy lövést leadhattak volna vele és két kezelője életét vesztette. A Governor szintén a brit admiralitás szolgálatában állt. 45 túlélőjét, közte 5 súlyos és 7 könnyebb sérültet a Möwe a fedélzetére vette. Két súlyos sérült másnap elhunyt. A brit hajón fellelt, a Möwét viszonylagos pontossággal ábrázoló rajzok miatt a németek jelentősen módosították a hajójuk kinézetét különböző álfelépítmények barkácsolásával és a mentőcsónakok áthelyezésével.

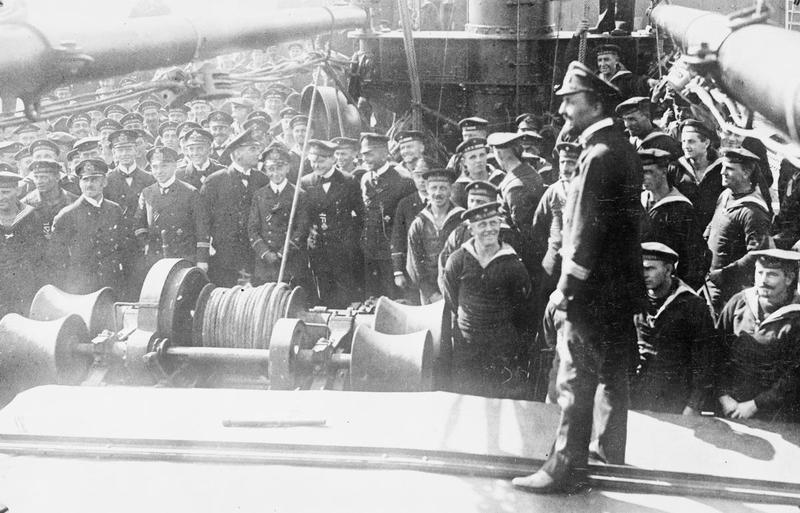
Dohna gróf beszédet intéz hajója legénységéhez a második atlanti portyáról való visszatérés után

Miután északnak tartva a Möwe elhagyta az utolsó transzatlanti kereskedelmi útvonalakat is és az élelmiszerkészletei a jelentős számú fogoly miatt csak három hétre volt elegendő, Dohna felkészítette hajóját a brit blokádrendszer újabb, immár negyedik alkalommal való áttörésére. Az áttörést Izlandtól délre tervezte végrehajtani elkerülendő, hogy a Dánia-szorosban a jég fogságába kerüljön. Március 17-én ért a Möwe arra a pontra, ahol keleti irányra kellett állnia és a legnagyobb sebességgel haladva minél előbb átjutnia a brit blokád vonalain. Az ellenséges hajók rádióforgalmának megfigyelése alapján ezek pont úgy húzodtak, ahogy azt a naueni rádióadó előzőleg közölte velük.
Az áttörést segítették a mérsékelt látási viszonyok (15 tmf) és a közepes erősségű hátszél, így 13-14 csomós sebességgel haladhattak a norvég partok felé. Másnap módosítottak a hajó festésén és holland felségjelzéssel, Java-Amsterdam név alatt haladtak tovább. Március 20-án értek Utsira magasságába és itt délnek kanyarodva, a norvég felségvizektől nagyobb távolságot tartva hajóztak a Skagerrak felé. A délután folyamán rádióüzenetben értesítették a flottaparancsnokot az érkezésről. A flottaparancsnok, Reinhard Scheer tengernagy válasza így hangzott:
„A marhák számára egy szörny vagy, számunkra szörnyen értékes vagy.”
Március 21-én éjjel a holland álcát eltávolították a Möwéről és másnap – négy hónapnyi távollét után – megérkezett Kielbe, fedélzetén 404 fogollyal, 89 semleges államból származó polgárral, 100 indiaival. A cirkálóút során (a Geierrel együtt) 21 gőzhajót és 5 vitorlást semmisített meg összesen 119 600 BRT hajótérrel. Eközben 1 altisztje és 5 fűtője veszítette életét, egy ember súlyos, egy másik könnyebb sérüléseket szenvedett. A 120 nap alatt 27 064 tmf távolságot tett meg 4431 t szén felhasználásával.
Vilmos császár a következő üdvözlő táviratot küldte Dohna grófnak a megérkezése után:
„Szívélyesen üdvözlöm itthon Önt és bátor legénységét. Köszönetteljes méltatásával a tetteinek, melyek minden időkben a haditengerészetem dicsőséges lapjaira fog tartozni, kinevezem Önt a szárnysegédemmé. Wilhelm I. R.”

### Szerepe a propagandában

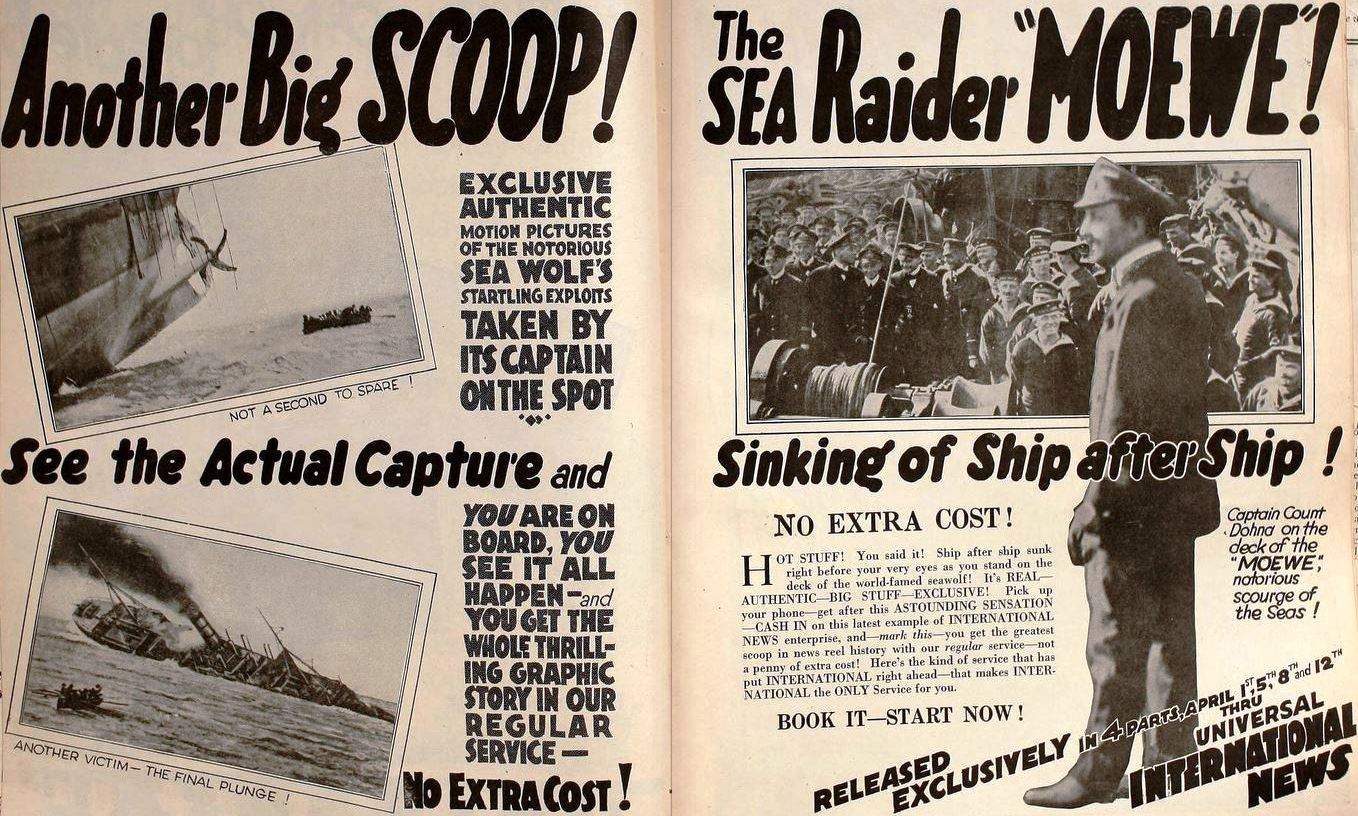
A Möwe kalandjait bemutató filmhíradók angol nyelvű reklámozása 1920-ból

A Möwe két nagy cirkálóútja nagyszerű témát szolgáltatott a német háborús propaganda számára. A Graf Dohna und seine Möwe (Dohna gróf és Möwéje) című dokumentumfilm az első világháború legsikeresebb német propagandafilmje lett. Bár az eredeti filmfelvétel elveszett, a fennmaradt képkockáit gyakran használják fel az első világháborúval foglalkozó dokumentációk elkészítéséhez. Dohna gróf könyvei még a háború alatt több nyelven megjelentek, így magyarul is A „Möwe” kalandjai (1916) illetve A diadalmas Möwe második útja címmel. Utóbbi előszavában a szerző a következő szavakkal köszönti a magyar olvasót:
Nagyon örvendek annak a hírnek, hogy munkám magyar kiadója a második Möwe-könyvet is le akarja fordíttatni. Visszaemlékszem arra az élvezetre, amelyben részem volt, mikor 1916 őszén, budapesti tartózkodásom alkalmával, első Möwe-könyvemet a magyar főváros számos könyvkereskedésében megpillantottam. Ime, hát a Möwe élményeit nemcsak Németország és szövetségeseink németnyelvű országai, hanem magyar barátaink is megismerik! Ilyképpen remélhetem, hogy a könyv kölcsönös megértésünk további fokozásához is hozzá fog járulni. Az Északnémet matrózai bizalommal tekintenek vitéz barátjukra, a magyar honvédre, aki velünk együtt küzdi le közös ellenségeinket. És a magyar nép tudja, hogy az északi tengerparton ránk bízhatja közös ügyünket. Északtól délig, kelettől nyugatig egy a gondolatunk: »Le az ellenséggel!«

## További sorsa

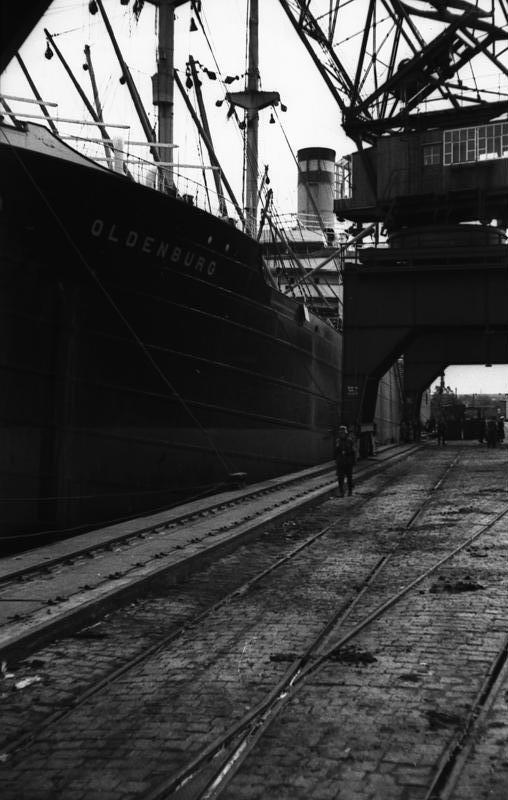
Az Oldenburg Gdingenben egy tüzérségi egység kirakodásakor (1939)

A második atlanti cirkálóútjáról való visszaérkezése után a Möwe a Sperrbrecher 10 megjelölést kapta és a háború végéig a Balti-tengeren teljesített szolgálatot. 1918-ban Ostsee névvel aknarakóként használták. 1920-ban hadizsákmányként Nagy-Britannia kapta meg és ezután a londoni Elders and Fyffes hajózási társaság Greenbrier névvel üzemeltette.
1933-ban a nordenhami Deutsche Seeverkehrs-A.G. „Midgard“ vette meg és Oldenburg névvel állította szolgálatba. A második világháborúban Németország és Norvégia között végzett áruszállítást. 1945. április 7-én a Sogne-fjordban lévő Vadheimnél horgonyozva érte légitámadás brit, ausztrál és új-zélandi Bristol Beaufighterek részéről. A gépágyúkkal és rakétákkal célba vett hajó kigyulladt, majd elsüllyedt. Később szárnyra kaptak olyan híresztelések, miszerint a roncsát 1953-ban kiemelték és szétbontották, de valójában még mindig elsüllyedésének helyén található.
A hajó maradványai jelenleg a 61° 12' 29" Észak, 5° 49' 02" Kelet koordinátán nyugszanak. A hajó feljebb lévő orra 28 m, a tatja 80 m mélyen van a vízfelszín alatt. A hajótest 110 fokra a jobb oldalára van dőlve és a búvárok számára merülhető. A 2017-ben a hajótest és a felépítmények jó állapotban voltak. A roncs különleges ismertetőjele a kb. 75 m mélységben lévő hajócsavarja és kormánylapátja.

## Parancsnokai
| 1915. november – 1917. március | gróf Nikolaus Graf zu Dohna-Schlodien korvettkapitány |
| 1917. március – december       | Wolf sorhajóhadnagy                                   |
| 1918. január – november        | Julius Lauterbach sorhajóhadnagy                      |

## Táblázat a megsemmisített hajókról
A portyázásai során a Möwe összesen 40 kereskedelmi hajót süllyesztett el összesen mintegy 180 000 BRT hajótérrel. Ezenfelül az általa teleptett aknák három kereskedelmi hajó mellett egy hadihajóval is végeztek. Ezen eredmények által a Möwe számít a világháborúk legeredményesebb segédcirkálójának.
| Elfogás dátuma | Hajónév       | Típus     | Nemzetiség | Hajótér (BRT) | Sorsa                                                                |
| -------------- | ------------- | --------- | ---------- | ------------- | -------------------------------------------------------------------- |
| 1916. 01. 11.  | Corbridge     | teherhajó |            | 3,687         | elsüllyesztve 1916. 01. 30.                                          |
| 1916. 01. 11.  | Farringford   | teherhajó |            | 3,146         | elsüllyesztve                                                        |
| 1916. 01. 13.  | Dromonby      | teherhajó |            | 3,627         | elsüllyesztve                                                        |
| 1916. 01. 13.  | Author        | teherhajó |            | 3,496         | elsüllyesztve                                                        |
| 1916. 01. 13.  | Trader        | teherhajó |            | 3,608         | elsüllyesztve                                                        |
| 1916. 01. 15.  | Ariadne       | teherhajó |            | 3,035         | elsüllyesztve                                                        |
| 1916. 01. 15.  | Appam         | teherhajó |            | 7,781         | elengedve 1916. 01. 17.; USA-ban hadilobogó alatt kiköt              |
| 1916. 01. 16.  | Clan McTavish | teherhajó |            | 5,816         | harcban elsüllyesztve                                                |
| 1916. 01. 20.  | Edinburgh     | vitorlás  |            | 1,473         | elsüllyesztve                                                        |
| 1916. 02. 04.  | Luxembourg    | teherhajó |            | 4,322         | elsüllyesztve                                                        |
| 1916. 02. 06.  | Flamenco      | teherhajó |            | 4,540         | elsüllyesztve                                                        |
| 1916. 02. 08.  | Westburn      | teherhajó |            | 3,300         | visszatartva; Santa Cruz de Tenerife felé elbocsátva (1916. 02. 09.) |
| 1916. 02. 09.  | Horace        | teherhajó |            | 3,109         | elsüllyesztve                                                        |
| 1916. 02. 24.  | Maroni        | teherhajó |            | 3,109         | elsüllyesztve                                                        |
| 1916. 02. 25.  | Saxon Prince  | teherhajó |            | 3,471         | elsüllyesztve                                                        |

| Elfogás dátuma | Hajónév         | Típus                     | Nemzetiség | Hajótér (BRT)          | Helyszín |
| -------------- | --------------- | ------------------------- | ---------- | ---------------------- | -------- |
| 1916. 01. 06.  | King Edward VII | pre-dreadnought csatahajó |            | 16,350 t vízkiszorítás | Skócia   |
| 1916. 01. 13.  | Bayo            | teherhajó                 |            | 2,776                  | Gironde  |
| 1916. 01. 13.  | Belgica         | teherhajó                 |            | 2,068                  | Gironde  |
| 1916. 02. 22.  | Duckbridge      | teherhajó                 |            | 1,491                  | Skócia   |

| Elfogás dátuma | Hajónév | Típus     | Nemzetiség | Hajótér (BRT) | Sorsa            |
| -------------- | ------- | --------- | ---------- | ------------- | ---------------- |
| 1916. 07. 27.  | Eskimo  | teherhajó |            | 3,326         | zsákmányul ejtve |

| Elfogás dátuma | Hajónév             | Típus     | Nemzetiség | Hajótér (BRT) | Sorsa                                                                             |
| -------------- | ------------------- | --------- | ---------- | ------------- | --------------------------------------------------------------------------------- |
| 1916. 12. 12.  | Voltaire            | teherhajó |            | 8,618         | elsüllyesztve                                                                     |
| 1916. 12. 04.  | Hallbjørg           | teherhajó |            | 2,586         | elsüllyesztve                                                                     |
| 1916. 12. 06.  | Mount Temple        | teherhajó |            | 9,792         | elsüllyesztve                                                                     |
| 1916. 12. 08.  | Duchess of Cornwall | vitorlás  |            | 152           | elsüllyesztve                                                                     |
| 1916. 12. 08.  | King George         | teherhajó |            | 3,852         | elsüllyesztve                                                                     |
| 1916. 12. 09.  | Cambrian Range      | teherhajó |            | 4,235         | elsüllyesztve                                                                     |
| 1916. 12. 10.  | Georgic             | teherhajó |            | 10,077        | elsüllyesztve                                                                     |
| 1916. 12. 11.  | Yarrowdale          | teherhajó |            | 4,652         | zsákmányként Swinemündébe küldve; segédcirkálóvá átalakítva (Leopard)             |
| 1916. 12. 12.  | Saint Theodore      | teherhajó |            | 4,992         | átmenetileg Geier névvel segédcirkálóként alkalmazva; elsüllyesztve 1917. 02. 14. |
| 1916. 12. 18.  | Dramatist           | teherhajó |            | 5,415         | elsüllyesztve                                                                     |
| 1916. 12. 26.  | Nantes              | vitorlás  |            | 2,679         | elsüllyesztve                                                                     |
| 1917. 01. 02.  | Asnieres            | vitorlás  |            | 3,103         | elsüllyesztve                                                                     |
| 1917. 01. 05.  | Hudson Maru         | teherhajó |            | 3,798         | elengedve                                                                         |
| 1917. 01. 07.  | Radnorshire         | teherhajó |            | 4,310         | elsüllyesztve                                                                     |
| 1917. 01. 09.  | Minteh              | teherhajó |            | 2,890         | elsüllyesztve                                                                     |
| 1917. 01. 10.  | Netherby Hall       | teherhajó |            | 4,461         | elsüllyesztve                                                                     |
| 1917. 02. 15.  | Brecknockshire      | teherhajó |            | 8,423         | elsüllyesztve                                                                     |
| 1917. 02. 16.  | French Prince       | teherhajó |            | 4,766         | elsüllyesztve                                                                     |
| 1917. 02. 16.  | Eddie               | teherhajó |            | 2,652         | elsüllyesztve                                                                     |
| 1917. 02. 24.  | Katherine           | teherhajó |            | 2,926         | elsüllyesztve                                                                     |
| 1917. 03. 04.  | Rhodanthe           | teherhajó |            | 3,061         | elsüllyesztve                                                                     |
| 1917. 03. 10.  | Esmeraldas          | teherhajó |            | 4,678         | elsüllyesztve                                                                     |
| 1917. 03. 10.  | Otaki               | teherhajó |            | 9,575         | harcban elsüllyesztve                                                             |
| 1917. 03. 13.  | Demeterton          | teherhajó |            | 6,048         | elsüllyesztve                                                                     |
| 1917. 03. 14.  | Governor            | teherhajó |            | 5,524         | elsüllyesztve                                                                     |

### Fordítás
- Ez a szócikk részben vagy egészben  a   SMS Möve (1914) című német Wikipédia-szócikk ezen változatának fordításán alapul.  Az eredeti cikk szerkesztőit annak laptörténete sorolja fel. Ez a jelzés csupán a megfogalmazás eredetét és a szerzői jogokat jelzi, nem szolgál a cikkben szereplő információk forrásmegjelöléseként.
- Ez a szócikk részben vagy egészben  a   SMS Möwe (1914) című angol Wikipédia-szócikk ezen változatának fordításán alapul.  Az eredeti cikk szerkesztőit annak laptörténete sorolja fel. Ez a jelzés csupán a megfogalmazás eredetét és a szerzői jogokat jelzi, nem szolgál a cikkben szereplő információk forrásmegjelöléseként.

### Linkek
- Die Möve a German-Navy.de oldalon
- S. M. S. Moewe – WW I Naval Raider – a segédcirkáló filmfelvételei angol felirattal
- Mackenzie J. Gregory: Marauders of the Sea, German Armed Merchant Raiders During World War I - Möwe. (Hozzáférés: 2020. március 1.)